# 山本寬
山本寬（日语：／ Yamamoto Yutaka，1974年9月1日—）是日本動畫導演、演出家，曾任職於Animation Do，目前是Ordet動畫公司及Ultra Super Pictures的創立者及前董事。大阪府箕面市出生。京都大學文學系畢業。暱稱是（Yamakan）。

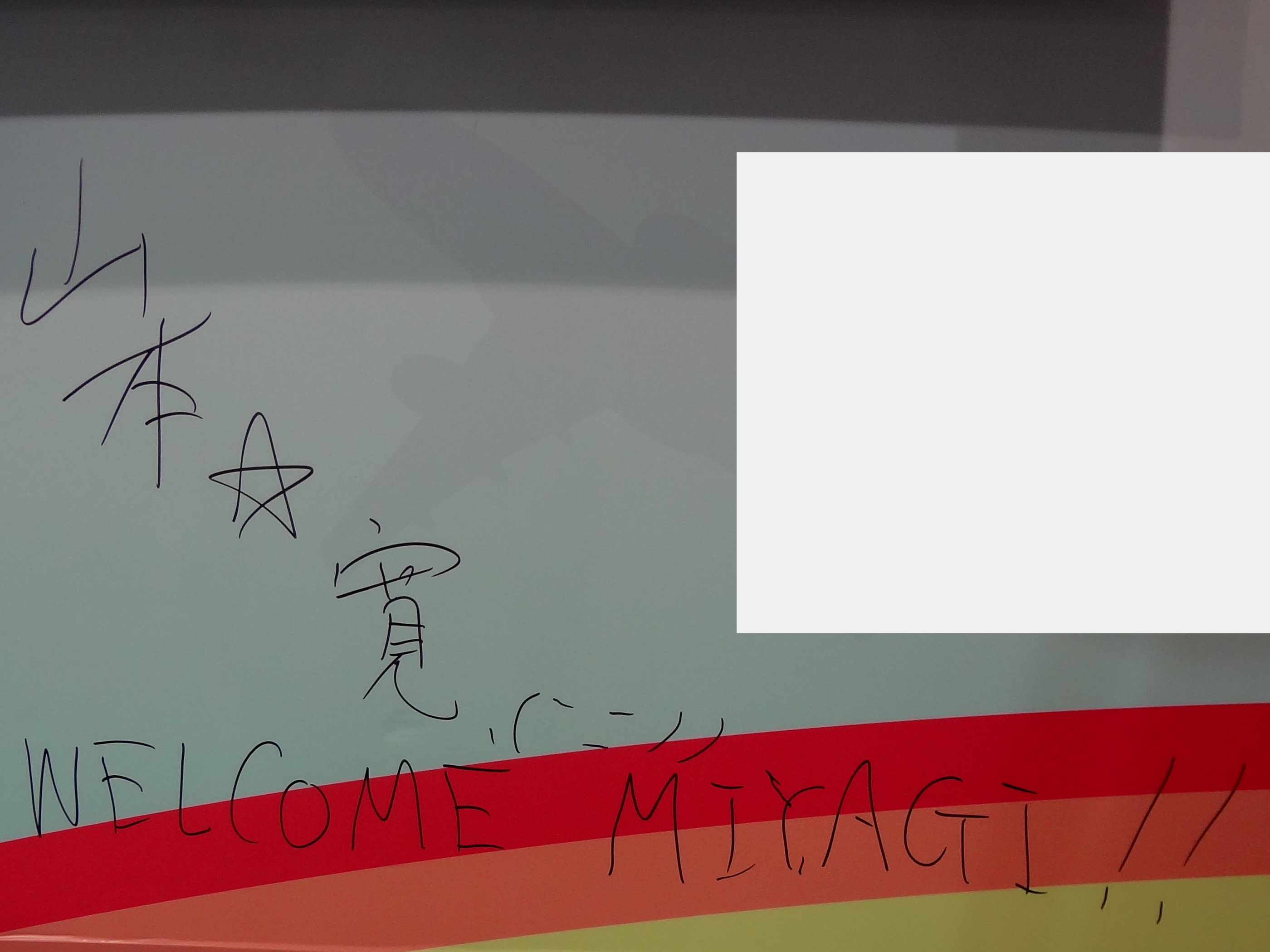
2016年台北國際動漫節，山本寬的簽名

## 人物經歷

### 小時至學生年代
山本寬幼時受藤子不二雄的漫畫所影響，立志成為一名漫畫家。之後在高中時觀看宮崎駿的《天空之城》，決定加入動畫業界。
在京都大學時是動畫同好會的成員，自行製作了名為《怨念戰隊Ressentiment》的電影。本作作為對庵野秀明在學生時代製作的《愛國戰隊大日本》致敬的作品，亦為寬自身作為「教科書」的存在。畢業論文是『新世紀福音戰士劇場版』和『魔法公主』的評論。

### 加入与离开京都動畫
畢業後加入京都動畫。經歷數碼映像開發室的工作後，轉入同社下的AnimationDo（アニメーションDo）。
在『幸運☆星』時初次就任导演，被社內判斷「作為导演，仍未達到這個境地」而把監督一職切換給同社的武本康弘。然後在2007年6月23日退出AnimationDo，成為自由身。退社前制作的一部份相關集數，腳本及分鏡部份仍然由他擔當。

### 創立Ordet
2008年，在月刊NewType發表在大阪市內設立動畫製作公司Ordet，設立後就從HAL FILM MAKER、A-1 Pictures取得多份工作。
自最近在『幸運☆星』時被京都動畫說「仍未達到這個境地」後，由自由身到Ordet時代，他身邊作品的台詞、宣傳等都經常以此作為慣用語。在《鋼鐵新娘》自己從导演降職時，作為新导演的水島努在部落格笑說這是「山本先生的枕詞」。
- 在擔任分鏡、演出的《撲殺天使朵庫蘿》時主人公的台詞「還未達到這個境界，真對不起」。但水島說這是他自己判斷的台詞。
- 在『神薙Radio』的第二回時說自己「因為作為MC還沒達到這個境地……」而加入解說完，把MC「降職」。
- 《神薙》第5集中以山本本人作模型的角色，說「多虧薙大人，我終於達到了監督這個領域」。
- 2008年11月16日的『神薙祭』裡說「每週都有看『食靈―零―』『武裝機甲』這些不錯的作品，沒看到幸運星OVA」。
- 同是在『神薙祭』上，被聲演青葉鶇的澤城美雪吐槽「還未達到身為社會人的境地」[2][3]。

### 导演《Fractale》
山本寬在《Fractale》播出之前接受報刊採訪時表示，如果本部動畫不成功便隱退。不久，山本寬關閉其博客並收回隱退宣言。結果該片收視冷淡，故事原案東浩紀表示山本寬應對此負責。而由于山本宽收回隐退宣言的行为，导致之后他所导演的作品在中国有了“遗作”之称 。而该作品第一卷销量883卷也被爱好者将作品和其名字定为销量单位量（单位名称取作品名称缩写为“frt”，读作“宽”），用于和其他作品销量的对比来调侃。

### 無限期休養
2016年3月25日，山本寬辭任Ordet及Ultra Super Pictures董事身份。
2016年5月30日，在自己的Twitter上宣告無限期休養，但是同年8月18日在自己的部落格第3度宣布復出。

### 二战史相关争议言论
2017年7月17日，山本宽在其个人博客上发表言论称，日本二战中侵略他国是为了建设“大东亚共荣圈”，并为当地带来繁荣。此番言论一出，被指美化日本军国主义，遭到中国大陆诸多网友的抵制和抨击，也引起了众多日本网友的指责。曾在2017年参与山本宽动画新作《薄暮》众筹的中国大陆网友也纷纷对山本宽言行表示谴责，甚至有要求退回众筹款的声音。至此山本宽无法再与中国大陆方面进行合作，原定的合作活动也被主办方取消。

### 破產
於2019年3月11日在個人的lineblog 上宣佈破產，同時表示個人的破產不會影響薄暮動畫的相關工作。

### 京都動畫公司縱火事件后发表爭議言论
2019年7月18日上午，山本宽曾经所属的京都动画被人为纵火，造成大量死伤。山本宽先是表示“我在东京”，被網友認為山本宽此舉是在暗示纵火者不是本人；其後在转推动画制作人新海诚祈求平安的推文时又称“你闭嘴”（本是网友呛山本宽的话），被網友批評因个人恩怨而丧失人性。後來山本宽發文表示自己是被誤解並道歉，還贴出了「#PrayForKyoani（為京阿尼祈禱）」。而在同年7月19日，新华社在事发现场进行直播时，偶然拍攝到山本寬來到現場為死者獻花悼念，神情悲慟。

## 主要參加作品

### 京都動畫時期
- Dancing Blade 任性桃天使!（1998年）數位製作
- （1998年）演出助手
- 力石戰士 （1999年）演出助手→分鏡・演出
- 天使不設防! （1999年）演出助手
- （1999～2000年）分鏡・演出
- （2000年）制作進行
- 熱帶雨林的爆笑生活 （TV&OVA：2001～2004年）分鏡・演出
- （2001年）演出助手
- （2001～2002年）分鏡・演出
- 我們這一家（2002～2004年）分鏡・演出
- MUNTO（OVA）（2003年）演出助手
- 驚爆危機校園篇 （2003年）分鏡・演出
- MUNTO～穿越時空之壁（OVA） （2005年）演出補佐
- AIR （2005年）分鏡・演出
- 驚爆危機 The Second Raid （2005年）脚本・分鏡・演出
- 涼宮春日的憂鬱 （2006年）系列演出・脚本・分鏡・演出・劇中歌作詞／ED分鏡・演出
- Kanon （2006年）分鏡・演出
- 幸運☆星 （2007年）導演（1話～4話）・脚本・分鏡・演出／ED脚本・OPED分鏡・演出
  - 關於幸運☆星導演替換，於2007年5月2日由官方網站正式發表。

### 自由身及Ordet時期
- 王牌投手 振臂高揮（2007年）後期ED分鏡・演出
- 灼眼的夏娜II（2008年）後期OP分鏡（以Ordet動畫公司協力名義參與）
- 女神異聞錄 ～三位一體之魂～ （2008年）分鏡 #6
- 神薙（2008年）导演、配音（男子學生）#5
- となりの801ちゃんR（2009年）導演(OP)
- BLACK★ROCK SHOOTER -PILOT Edition- （2009年）監修
- 鋼之鍊金術師 FULLMETAL ALCHEMIST （2009年）ED3分鏡
- 青春CUP （2010年）(第6話)分鏡
- BLACK★ROCK SHOOTER （2010年）監修
- Fractale（2011年）导演・分鏡・演出・OP/ED分鏡演出
- blossom（2012年）导演・劇本・原案
- 超譯百人一首歌之戀（2012年）演出(第3話) （以名義）
- 魔奇少年（2012年）分鏡
- 戰勇。（2013年）导演・分鏡・ED分鏡演出
- 宮河家的空腹（2013年）导演・分鏡・OP/ED分鏡演出
- 劇場版 Wake Up, Girls! 七位偶像 （2014年） 原案・导演・分鏡・演出
- Wake Up, Girls! （2014年） 原案・导演・分鏡・演出
- Wake Up, Girls! 續·劇場版 前篇 青春之影（2015年）原案・导演・分鏡・演出
- Wake Up, Girls! 續·劇場版 後篇 Beyond The Bottom（2015年）原案・导演・分鏡・演出
- 薄暮（2018年）[18]
- 肌肉魔法使-MASHLE-（2024年）分鏡 #23
- 吸血鬼男子宿舍（2024年）OP分鏡・演出
- 青春特調蜂蜜檸檬蘇打（2025年）分鏡・演出

## 動畫以外

### 電影
- 監督
  - 我的壞前輩（2010年）

### 小說
- 連載
  - Einsatz（学習研究社発行、月刊Animedia2009年8月号 - 2010年8月号）
  - Einsatz（ウィンクルム他收錄CD付属）（2010年、学研出版發行）

### 其他
- 連載
  - 妄想ノォト出張版（洋泉社刊、オトナアニメ）
- 2009年GEISAI審査員
- 月刊ComicREX誌上通販神薙Drama CDVol,1 [腳本]
- Otakon 2009客戶

### 演出
- OV監督（2014年9月13日广播节目，富士电视台）
- 岡田斗司夫研讨会（2016年9月18日、11月27日发布）
- Rakuten SUPER LIVE TV（2016年11月21日发布，电视购物）
- LUST FM（2017年3月12日发布，FM大阪）[19]

## 獎項
- 2010年度（第2回）TAMA電影賞 最優秀新進監督賞 ( 我的壞前輩 )

## 資料來源
1. ↑  電視動畫作品「幸運星」監督交換（京都動畫）（Internet Archive）
2. ↑  . 2008-11-16  [2017-08-13]. （原始内容存档于2017-08-13） （日语）.
3. ↑  . 2008-11-16  [2017-08-13]. （原始内容存档于2017-08-13） （日语）.
4. ↑  .   [2012-04-02]. （原始内容存档于2010-12-29）.
5. ↑  .   [2012-04-02]. （原始内容存档于2012-03-30）.
6. ↑  .   [2012-04-02]. （原始内容存档于2011-12-30）.
7. ↑  .   [2015-05-16]. （原始内容存档于2016-03-04）.
8. ↑  .   [2015-10-19]. （原始内容存档于2015-09-20）.
9. ↑  株式會社Ordet登記簿記載事項（法人編號9012401021128）
10. ↑  . Oricon Style新聞 (Oricon Style). 2016-05-31  [2016-06-07]. （原始内容存档于2016-06-03） （日语）.
11. ↑  . ORICON STYLE. 2016-08-18  [2016-12-17]. （原始内容存档于2016-12-20） （日语）.
12. ↑  . 山本寛 公式ブログ.   [2017-07-17]. （原始内容存档于2017-07-17） （日语）.
13. ↑  樓菀玲. . 东森新闻云. 2017-07-18  [2017-07-18]. （原始内容存档于2017-07-18）.
14. ↑  肖晟仕. . 观察者. 2017-07-18  [2017-07-18]. （原始内容存档于2017-07-21）.
15. ↑  山本寬. . Twitter. 2019-07-18  [2019-07-18]. （原始内容存档于2019-07-18） （日语）.
16. ↑  贞德蘸酱. . 新浪微博. 2019-07-19  [2019-07-19]. （原始内容存档于2019-07-19） （中文（中国大陆））.
17. ↑  . 新华视频. 2019-07-19  [2019-07-19]. （原始内容存档于2021-06-16） （中文（中国大陆））.
18. ↑  电影《薄暮》众筹页面 （页面存档备份，存于））
19. ↑  LUST FM 3月11日 第19回ゲスト: 山本寛さん （页面存档备份，存于））

## 外部連結
- 山本寬的新浪微博
- 株式会社Ordet （页面存档备份，存于） （日語）
- Luvits!訪談 （日語）
- VALU 山本寛 （日語）
- 山本寬的X（前Twitter） （日語）
- 山本寬的LineBlog賬戶 （日語）